# Prionispa tuberculata
Prionispa tuberculata es una especie de insecto coleóptero de la familia Chrysomelidae.
Fue descrita científicamente en 1926 por Maurice Pic.